# آبشار سورولی
آبشار سورولی  (به انگلیسی: Suruli Falls) آبشاری است که در هند، تامیل نادو واقع شده و ارتفاع کلی ریزشگاه آن ۱۹۰ فوت (۵۸ متر) است.

## نگارخانه

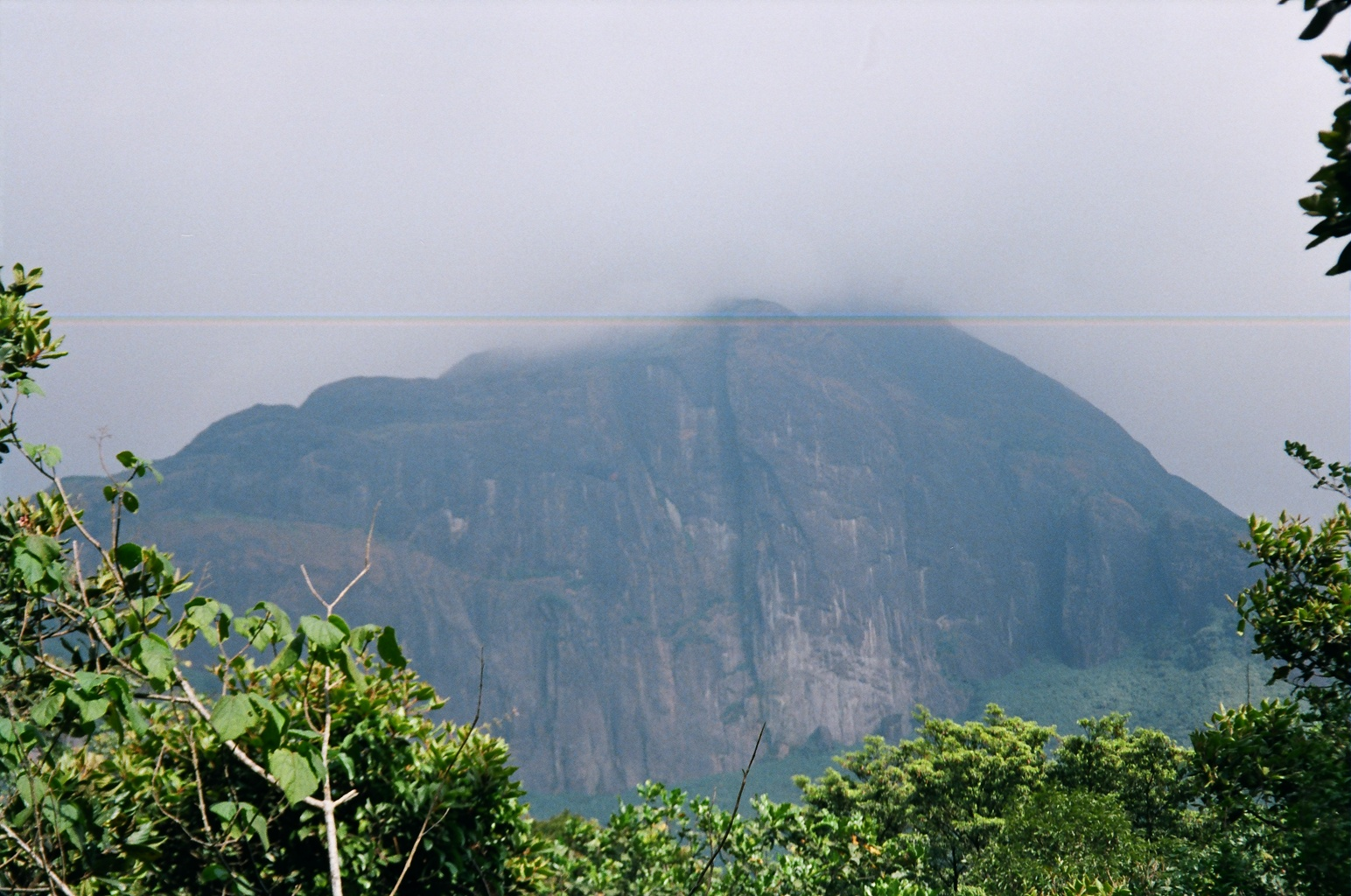
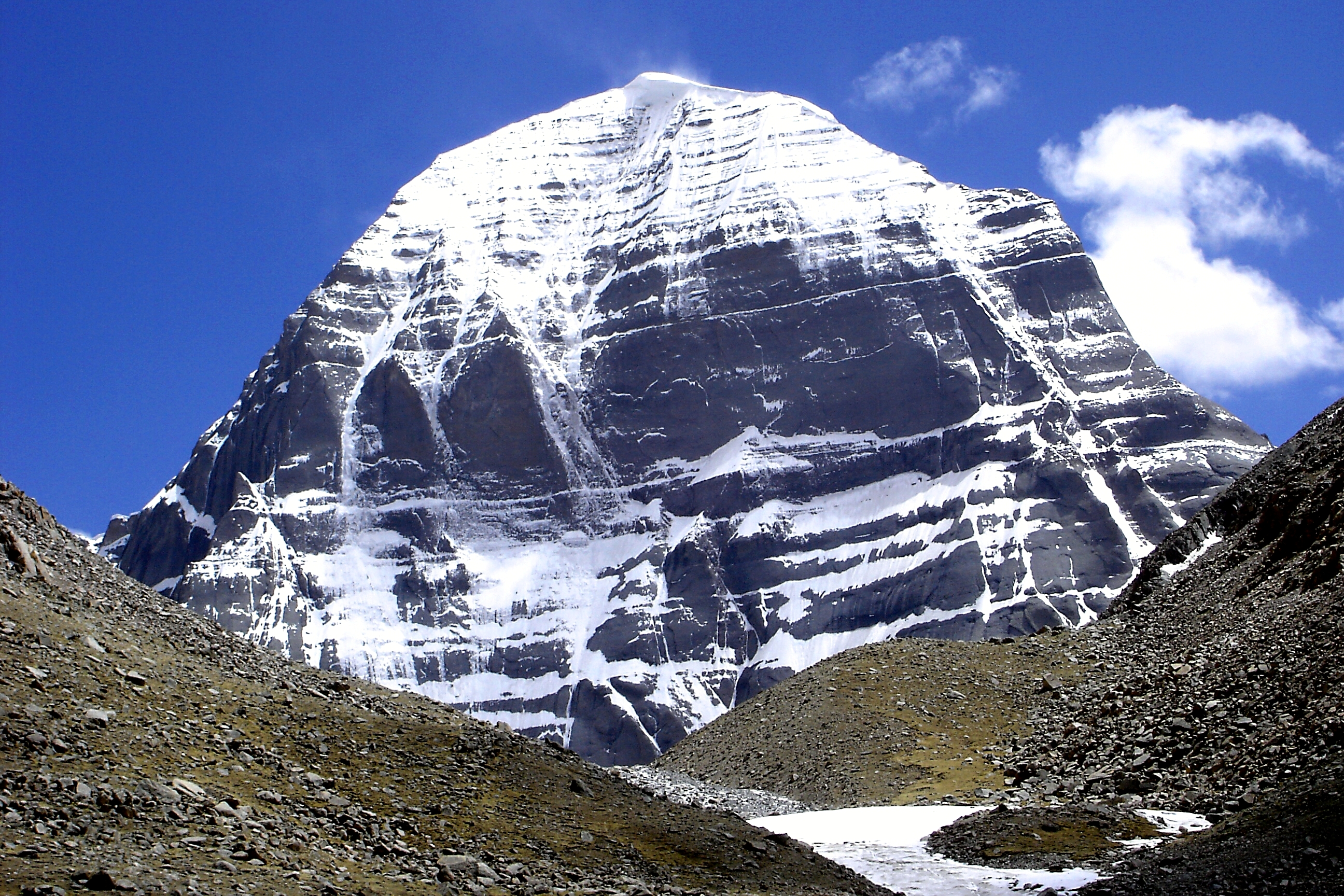